# Vincent Kútik
Vincent Kútik (29. května 1917 Brusno-Svätý Ondrej nad Hronom – 10. října 1995 Bratislava) byl slovenský a československý akademický pracovník, politik Komunistické strany Slovenska a poúnorový poslanec Národního shromáždění ČSR.

## Biografie
Absolvoval obchodní akademii v Banské Bystrici, pak studoval Vysokou školu obchodní v Bratislavě. Za druhé světové války sloužil ve slovenské armádě, pak byl aktivní v odboji a účastnil se Slovenského národního povstání. Po porážce povstalců byl vězněn v koncentračním táboře Altenburg.
Ve volbách roku 1948 byl zvolen do Národního shromáždění za KSČ ve volebním kraji Trnava. V parlamentu zasedal až do konce funkčního období, tedy do voleb v roce 1954.
V letech 1948, 1949 a 1950 se uvádí jako člen Ústředního výboru Komunistické strany Slovenska.
V roce 1946 absolvoval Vysokou školu hospodářských věd. Působil na různých postech v hospodářských a finančních institucích. V letech 1954-1957 byl vedoucím Katedry marxismu-leninismu na Slovenské vysoké škole technické v Bratislavě. Od roku 1959 pak zastával až do roku 1986 post ředitele Univerzitní knihovny v Bratislavě. Publikoval v odborném tisku. Byl nositelem státních vyznamenání.